# Grande Prêmio do Canadá de 2008
Resultados do Grande Prêmio do Canadá de Fórmula 1 realizado em Montreal em 8 de junho de 2008. Sétima etapa do campeonato, foi vencido pelo polonês Robert Kubica, que subiu ao pódio junto a Nick Heidfeld numa dobradinha da BMW Sauber, com David Coulthard em terceiro pela Red Bull-Renault.

## Resumo
- Primeira e única vitória de Robert Kubica e da BMW Sauber, inclusive a única da Polônia.
- Robert Kubica venceu no mesmo circuito onde, no ano anterior, sofrera um acidente assustador.[4]
- Única dobradinha da BMW Sauber.
- Último pódio de David Coulthard.
- Primeira corrida que Rubens Barrichello lidera fora da Ferrari.
- Também nesta corrida foi marcado o último pódio de David Coulthard, que no final da temporada se aposentou.

## Classificação da prova

### Treinos classificatórios
| Pos.   | Nº | Piloto               | Equipe              | Q1         | Q2       | Q3         | Grid | Notas      |
| ------ | -- | -------------------- | ------------------- | ---------- | -------- | ---------- | ---- | ---------- |
| 1      | 22 | Lewis Hamilton       | McLaren-Mercedes    | 1:16.909   | 1:17.034 | 1:17.886   | 1    |            |
| 2      | 4  | Robert Kubica        | BMW Sauber          | 1:17.471   | 1:17.679 | 1:18.498   | 2    |            |
| 3      | 1  | Kimi Räikkönen       | Ferrari             | 1:17.301   | 1:17.364 | 1:18.735   | 3    |            |
| 4      | 5  | Fernando Alonso      | Renault             | 1:17.415   | 1:17.488 | 1:18.746   | 4    |            |
| 5      | 7  | Nico Rosberg         | Williams-Toyota     | 1:17.991   | 1:17.891 | 1:18.844   | 5    |            |
| 6      | 2  | Felipe Massa         | Ferrari             | 1:17.231   | 1:17.353 | 1:19.048   | 6    |            |
| 7      | 23 | Heikki Kovalainen    | McLaren-Mercedes    | 1:17.287   | 1:17.684 | 1:19.089   | 7    |            |
| 8      | 3  | Nick Heidfeld        | BMW Sauber          | 1:18.082   | 1:17.781 | 1:19.633   | 8    |            |
| 9      | 17 | Rubens Barrichello   | Honda               | 1:18.256   | 1:18.020 | 1:20.848   | 9    |            |
| 10     | 10 | Mark Webber          | Red Bull-Renault    | 1:17.582   | 1:17.523 | [ nota 2 ] | 10   |            |
| 11     | 12 | Timo Glock           | Toyota              | 1:18.321   | 1:18.031 |            | 11   |            |
| 12     | 8  | Kazuki Nakajima      | Williams-Toyota     | 1:17.638   | 1:18.062 |            | 12   |            |
| 13     | 9  | David Coulthard      | Red Bull-Renault    | 1:18.168   | 1:18.238 |            | 13   |            |
| 14     | 11 | Jarno Trulli         | Toyota              | 1:18.039   | 1:18.327 |            | 14   |            |
| 15     | 6  | Nelson Piquet Jr.    | Renault             | 1:18.505   | 1:18.393 |            | 15   |            |
| 16     | 14 | Sébastien Bourdais   | Toro Rosso-Ferrari  | 1:18.916   |          |            | 18   | [ nota 3 ] |
| 17     | 20 | Adrian Sutil         | Force India-Ferrari | 1:19.108   |          |            | 16   |            |
| 18     | 21 | Giancarlo Fisichella | Force India-Ferrari | 1:19.165   |          |            | 17   |            |
| 19     | 16 | Jenson Button        | Honda               | 1:23.565   |          |            | 20   | [ nota 3 ] |
| 20     | 15 | Sebastian Vettel     | Toro Rosso-Ferrari  | [ nota 4 ] |          |            | 19   | [ nota 3 ] |
| Fonte: |    |                      |                     |            |          |            |      |            |

### Corrida
| Pos.   | Nº | Piloto               | Construtor          | Voltas | Tempo/Diferença | Grid | Pontos |
| ------ | -- | -------------------- | ------------------- | ------ | --------------- | ---- | ------ |
| 1      | 4  | Robert Kubica        | BMW Sauber          | 70     | 1:36:24.227     | 2    | 10     |
| 2      | 3  | Nick Heidfeld        | BMW Sauber          | 70     | +16.495         | 8    | 8      |
| 3      | 9  | David Coulthard      | Red Bull-Renault    | 70     | + 23.352        | 13   | 6      |
| 4      | 12 | Timo Glock           | Toyota              | 70     | + 42.627        | 11   | 5      |
| 5      | 2  | Felipe Massa         | Ferrari             | 70     | + 43.934        | 6    | 4      |
| 6      | 11 | Jarno Trulli         | Toyota              | 70     | + 47.775        | 14   | 3      |
| 7      | 17 | Rubens Barrichello   | Honda               | 70     | + 53.597        | 9    | 2      |
| 8      | 15 | Sebastian Vettel     | Toro Rosso-Ferrari  | 70     | + 54.120        | 20   | 1      |
| 9      | 23 | Heikki Kovalainen    | McLaren-Mercedes    | 70     | + 54.433        | 7    |        |
| 10     | 7  | Nico Rosberg         | Williams-Toyota     | 70     | + 54.749        | 5    |        |
| 11     | 16 | Jenson Button        | Honda               | 70     | + 1:07.540      | 18   |        |
| 12     | 10 | Mark Webber          | Red Bull-Renault    | 70     | + 1:11.299      | 13   |        |
| 13     | 14 | Sébastien Bourdais   | Toro Rosso-Ferrari  | 69     | + 1 volta       | 19   |        |
| Ret    | 21 | Giancarlo Fisichella | Force India-Ferrari | 51     | Câmbio          | 17   |        |
| Ret    | 8  | Kazuki Nakajima      | Williams-Toyota     | 46     | Acidente        | 12   |        |
| Ret    | 5  | Fernando Alonso      | Renault             | 44     | Câmbio          | 4    |        |
| Ret    | 6  | Nelson Piquet Jr.    | Renault             | 43     | Freios          | 15   |        |
| Ret    | 1  | Kimi Räikkönen       | Ferrari             | 19     | Colisão         | 3    |        |
| Ret    | 22 | Lewis Hamilton       | McLaren-Mercedes    | 19     | Colisão         | 1    |        |
| Ret    | 20 | Adrian Sutil         | Force India-Ferrari | 13     | Falha mecânica  | 16   |        |
| Fonte: |    |                      |                     |        |                 |      |        |

## Tabela do campeonato após a corrida
| Pos.   | Piloto         | Pontos |
| ------ | -------------- | ------ |
| 1      | Robert Kubica  | 42     |
| 2      | Felipe Massa   | 38     |
| 3      | Lewis Hamilton | 38     |
| 4      | Kimi Räikkönen | 35     |
| 5      | Nick Heidfeld  | 28     |
| Fonte: |                |        |

| Pos.   | Construtor       | Pontos |
| ------ | ---------------- | ------ |
| 1      | Ferrari          | 73     |
| 2      | BMW Sauber       | 70     |
| 3      | McLaren–Mercedes | 53     |
| 4      | Red Bull-Renault | 21     |
| 5      | Toyota           | 17     |
| Fonte: |                  |        |

- Nota: Somente as primeiras cinco posições estão listadas.